# Sant'Egidio (titolo cardinalizio)
Sant'Egidio (in latino: Titulus Sancti Aegidii trans Tiberim) è un titolo cardinalizio istituito da papa Francesco il 5 ottobre 2019 con la costituzione apostolica Quae ex antiquissimo. Il titolo insiste sulla chiesa di Sant'Egidio in Trastevere.
Dal 5 ottobre 2019 il titolare è il cardinale Matteo Maria Zuppi, arcivescovo metropolita di Bologna.

## Titolari
- Matteo Maria Zuppi, dal 5 ottobre 2019